# En man som älskar
"En man som älskar" är en sång av Tomas Ledin från 2003. Den finns med på hans tredje livealbum I sommarnattens ljus (2003), men utgavs också som singel samma år. Låten är ett av fyra studiospår på skivan som annars består av liveinspelningar gjorda 1992–2002.
"En man som älskar" spelades in i Bell Studio i Stockholm av Lasse Anderson. B-sidan "Sommaren är kort" spelades in under Rocktåget 1993. Singeln nådde 25:e plats på den svenska singellistan.

## Låtlista
1. "En man som älskar" – 3:30 (Lasse Anderson, Tomas Ledin)
2. "Sommaren är kort" (live) – 4:06 (Ledin)

## Listplaceringar
| Lista (2003) | Topplacering |
| ------------ | ------------ |
| Sverige      | 25           |

### Fotnoter
1. ↑  ”Tomas Ledin”. Svensk mediedatabas. Arkiverad från originalet den 25 juli 2014. https://web.archive.org/web/20140725173941/http://smdb.kb.se/catalog/search?q=Tomas+Ledin&x=0&y=0. Läst 17 januari 2013.
2. ↑  ”News”. Tomasledin.net. Arkiverad från originalet den 2 maj 2013. https://archive.is/20130502132319/http://www.tomasledin.net/newsright.htm. Läst 18 januari 2013.
3. ↑  ”En man som älskar”. Discogs.com. http://www.discogs.com/Ledin-En-Man-Som-%C3%84lskar/release/4064329. Läst 18 januari 2013.
4. 1 2  Placering på den svenska singellistan